# Буддагух'я

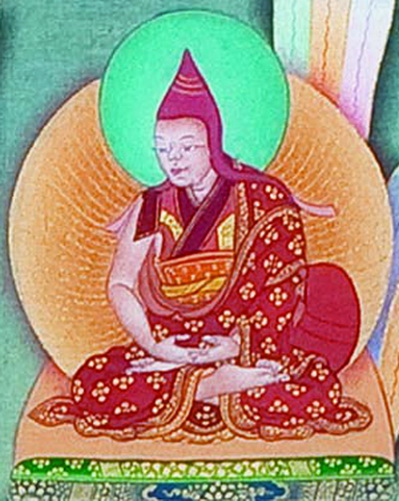
Буддагух'я

Буддагух'я (фл. с. 700 се) був буддійський вчений-монах Ваджраяни. Вімаламітра був одним з його учнів. Крім його внеску до Маха-Вайрочана-Абхісамбодхі тантри, ми мало знаємо про Буддагух'ю. Основний коментар Буддагух'ї з Махавароцана тантри був написаний в 760 і зберігся тибетською. Ходжа переводить його на англійську мову разом з самим текстом. Вважається що Буддагух'я отримував вчення від Лілаваджри.